# فوتبال ارمنستان در ۱۹۹۲
سال ۱۹۹۲ در فوتبال ارمنستان اولین فصل فوتبال مستقل این کشور پس از جدایی از اتحاد جماهیر شوروی بود. لیگ فوتبال این کشور از دو گروه ۱۲ تیمی تشکیل شده بود. شش تیم برتر هر گروه به مرحله قهرمانی راه یافتند، در حالی که سایر تیم‌ها در مرحله سقوط شرکت کردند. تیم‌های شیراک و هونتمن ایروان با کسب ۳۷ امتیاز در مرحله قهرمانی، قهرمانی را به اشتراک گذاشتند.